# IC 4612
IC 4612 ist eine linsenförmige Galaxie mit aktivem Galaxienkern vom Hubble-Typ S0-a im Sternbild Herkules. Sie ist schätzungsweise 432 Millionen Lichtjahre von der Milchstraße entfernt und hat einen Durchmesser von etwa 75.000 Lichtjahren.

Im selben Himmelsareal befinden sich u. a. die Galaxien NGC 6195, IC 4610, IC 4611.
Die Typ-IIn-Supernova SN 2011cc wurde hier beobachtet.
Das Objekt wurde am 25. Juli 1903 von Stéphane Javelle entdeckt.